# Omar Ronda
Omar Ronda, all'anagrafe Omar Aprile Ronda (Portula, 11 settembre 1947 – Biella, 7 dicembre 2017), è stato un artista, pittore, scultore, collezionista d'arte ed editore italiano.

## Biografia

### Anni giovanili
Omar Ronda fin da bambino utilizza i pastelli per ideare animali fantastici, che disegna su quaderni scolastici datati 1955. La passione per la natura e per i cavalli è pari a quella nei confronti dell'arte, che coltiva dedicandosi alla "pittura, poi al mercato, poi alle mostre e alla pubblicazione di giornali e collane specializzate. Fino al 1988 non può dirsi un artista, ma un uomo che ha fatto dei propri interessi la sua vita" e "ha cercato di vivere il suo amore per l'arte" attraverso l'approccio "da più punti di vista possibili".
Negli anni giovanili frequenta la casa del regista Maurizio Corgnati e di sua moglie, la cantante Milva, dove partecipa a discussioni e confronti letterari con i loro amici, come gli scrittori Carlo Fruttero e Franco Lucentini. Dal 1966 al 1967 si dedica seriamente alla pittura partecipando con successo ad alcuni concorsi nazionali.

### Gallerista
Prima di divenire artista Omar Ronda è soprattutto un gallerista: nel 1969 fonda una galleria d'arte a Borgosesia, "Il Grifone". Nel 1973 la sua galleria d'arte si trasferisce a Biella e prende il nome de "Il Tritone". Nel 1974 fonda a Biella Dialoghi Club, una piccola casa editrice che in breve tempo diviene primaria in campo nazionale per la divulgazione di opere d'arte grafica d'autore, "con oltre seimila collezionisti". Nel 1977 crea la rivista d'arte Spazio Alternativo e più tardi fonda "International Art Trade", una banca dati operante nel campo artistico e collegata con le principali case d'aste internazionali.
A partire dal 1977 trascorre un intero anno a New York dove frequenta i giovanissimi Basquiat e Keith Haring; con quest'ultimo intraprende un rapporto di vera amicizia. Conosce inoltre Leo Castelli e Ileana Sonnabend, con i quali collaborerà ad esporre in Italia opere di Robert Rauschenberg, Andy Warhol, Jim Dine, Tom Wesselmann, Cy Twombly, Roy Lichtenstein, Robert Indiana, Claes Oldenburg, i minimalisti Sol LeWitt, Carl Andre, Bob Morris e altri ancora.
Tornato in Italia collabora assiduamente con Giorgio Marconi a Milano e con Lucrezia De Domizio Durini a Pescara: con lei organizza conferenze e mostre di Joseph Beuys.
Negli anni ottanta con l'aiuto di Gian Enzo Sperone e Lucio Amelio organizza una serie di grandi mostre dei poveristi, Pistoletto, Kounellis, Penone, Zorio, Merz, Boetti, Paolini, Calzolari e più tardi degli artisti della Transavanguardia, Paladino, De Maria, Chia.

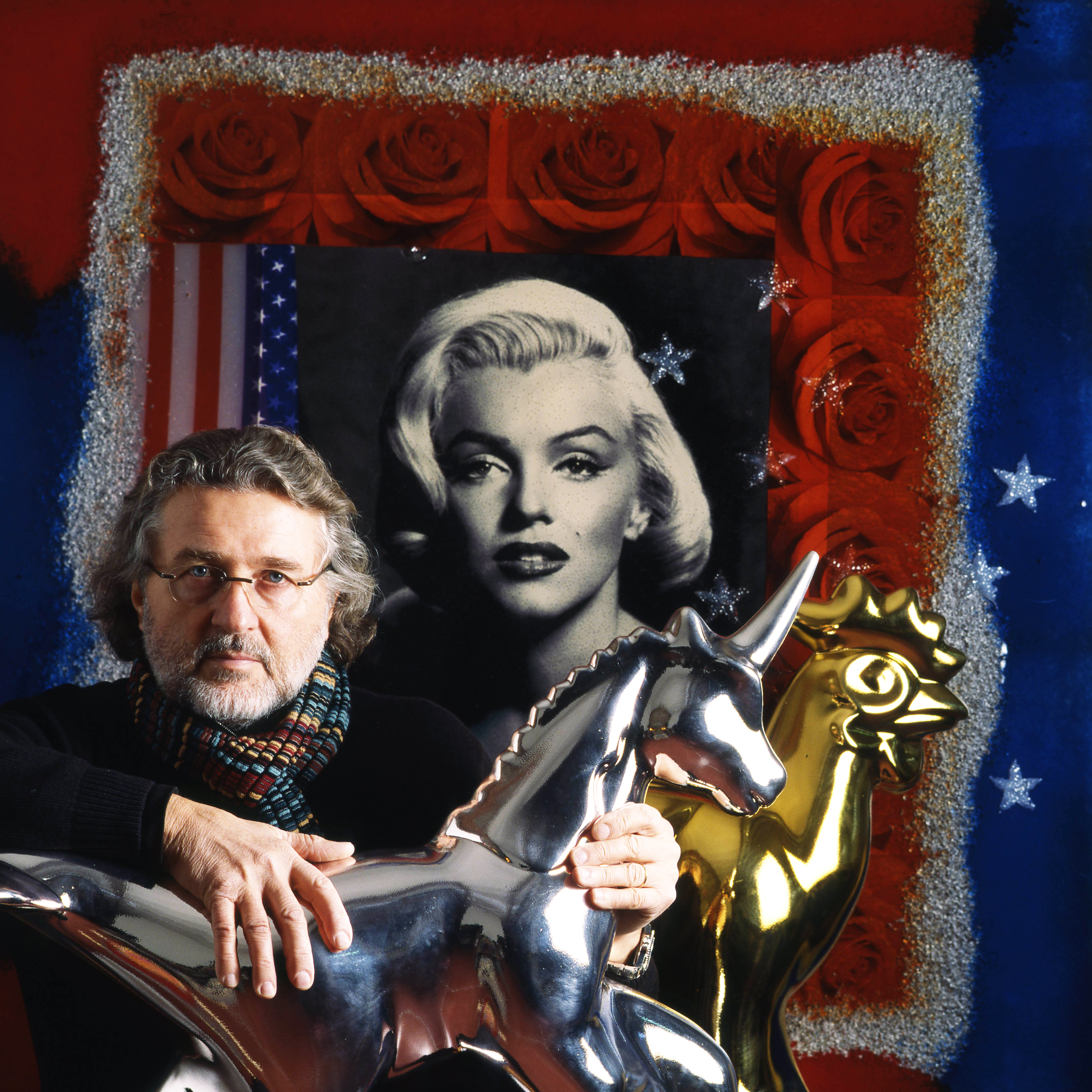
Omar Ronda, ritratto da Ferdinando Cioffi

### Artista
Nel 1987 decide di sospendere tutte le attività mercantili per dedicarsi completamente alla pittura. Assume il nome d'arte Osiris e inizia a esporre nelle principali gallerie italiane, definendosi come artista “patasurrealistabiologico”. Riceve il diploma di Patafisico da Ugo Nespolo e Enrico Baj, con i quali partecipa ad “alcune manifestazioni patafisiche a Milano”.
Nel 1990 realizza un’installazione estrema sulla vetta del Monte Bianco dove vive per sei giorni e sei notti in una piramide, detta “piramide d’oro”, costruita con legno, plexiglas dorato e piante di plastica. Nel 1991, sempre in una piramide, vive per sei giorni e sei notti nelle grotte di Is Zuddas in Sardegna. Nello stesso anno costruisce una piramide vegetale sotto il reattore del cracking catalitico della raffineria Saras Petroli, presso Cagliari-Pula. 
Dopo aver visitato questa raffineria, Ronda elabora “una filosofia delle materie che chiama Cracking, che lo porta a cercare nel petrolio la sua antica origine organica ed antropologica per trasformarla in arte" attraverso "un suo rivoluzionario linguaggio operativo e concettuale”. A partire dal 1990 elabora anche il concetto di Super natura e realizza i primi lavori completamente in plastica in cui “evoca” la natura, i Genetic Fusion, un’opera “rivoluzionaria”, “unica e illuminante anche e soprattutto in un contesto internazionale”. Un anno dopo crea i primi Frozen, opere con polimeri termoplastici trasparenti che richiamano le “pozzanghere congelate”.

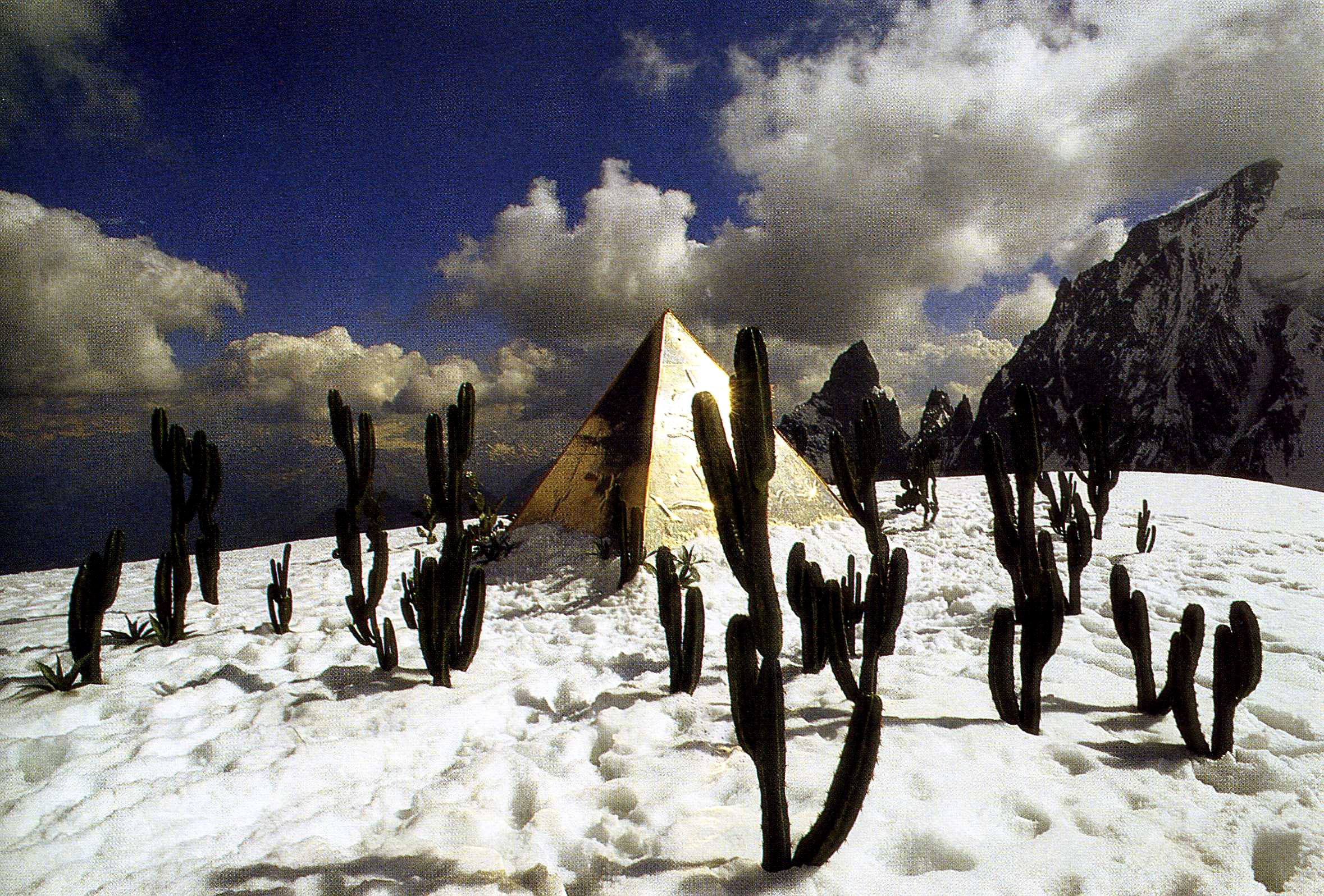
Piramide d’oro, Ghiacciaio del Monte Bianco (1990)

Sempre nel 1990 è uno dei fondatori del movimento dell’Arte Agravitazionale, esperienza portata avanti con altri artisti che dichiaravano “la volontà di studiare i fenomeni della luce” (Maria Teresa Avila Pinto, Paola Bernardi, Peter Boormann, Vito Bucciarelli, Giovanni D'Agostino, Antonella Donatucci, Franco Fiorillo, Raimondo Galeano, Pino Mascia, Adriano Spinozzi e il teorico del gruppo Antonio Gasbarrini).
Nel 1993 seguendo i principi della filosofia Cracking, da lui ideata e teorizzata, organizza mostre, installazioni e pubblicazioni basate su animali in pericolo di estinzione, realizzate con materie plastiche fuse e assemblate. La mostra “Epocale” a Milano, a cura di Tommaso Trini e Luca Beatrice, evidenzia l’intenzione di Ronda di “cambiare radicalmente la storia dell’arte attraverso un forte impegno sociale ed ambientale” e l’uso rivoluzionario di materie plastiche “evocative di un rapporto sempre più stretto tra vita naturale e realtà artificiale”. Seguono numerose mostre ed eventi che danno a Ronda “una notorietà internazionale”.
Nel 2001 partecipa, su invito del curatore Harald Szeemann, alla 49ª Biennale Internazionale d'Arte di Venezia dove propone un’installazione con migliaia di tartarughe dorate che nel loro “silente incedere lanciano un acuto S.O.S. World.”
Nel 2008 Ronda abbandona la filosofia Cracking per proseguire individualmente il proprio discorso artistico, che chiama Super Natura.
Nel 2012 pubblica il “romanzo illustrato” Marilyn Monroe - Una vita bruciata e nel 2013 crea a Verrone, presso Biella, all’interno di un edificio industriale, la Wunderkammer di Omar Ronda, “un’antologia che descrive con luci, suoni, colori e narrazioni un universo trasversale che riassume quasi mezzo secolo di esperienze.”
Nel 2015 fonda a Biella il MACIST Museum, "Museo d’Arte Contemporanea Internazionale Senza Tendenze", a beneficio della Fondazione Edo ed Elvo Tempia per la lotta contro i tumori, che, "grazie al supporto di artisti e collezionisti, si propone di valorizzare e far conoscere l’arte contemporanea mondiale" senza tendenze e nelle sue migliori espressioni qualitative.
Muore a 70 anni dopo avere combattuto a lungo la malattia che l'ha colpito e "condiviso tale battaglia sui canali social".

## Attività artistica
Nel 1987 Ronda ritrova i quaderni disegnati da bambino e conservati in soffitta dalla madre, e da quel ritrovamento inizia la sua ricerca attraverso la ripresa "di quegli animali stravaganti" che "colloca in ambienti surreali che vivono di colore e presenze magiche e dissacratorie". Nascono così Cavalgalli, Pantegalli, Pappatigri, Scorpiogatti e Gallospironi, "esseri in perfetta simbiosi con l'ambiente" con cui l'artista "propone nuove razze animali", manifestando un atteggiamento positivo nei confronti della scienza:
(Omar Ronda)
Dopo avere dipinto e assemblato "animali immaginari dall'aspetto patafisico" si dedica "a congelare e conglomerare plastiche in forme variabili". "Da qui comincia l'utilizzo della plastica, (...) materiale (...) analogo della realtà", con cui crea Mutazioni genetiche e Foreste pietrificate, serie di lavori nei quali "affondano le radici" le opere progettate successivamente.
Con la plastica Ronda porta avanti "l'indagine complessa e varia che è stata cominciata con i Cavalgalli: la natura, come l'uomo, ha un'anima e una coscienza". A seconda dell'illuminazione diurna o notturna muta la percezione delle sue opere, che offrono stimoli diversi. In particolare i lavori della serie Frozen, per i quali utilizza il lumen, "sono inglobati in un magma plasticoso" che "congela, sottrae al ritmo del tempo": "il ghiaccio restituisce la speranza della conservazione" e "permette di conservare anche le idee, la cultura, i miti" della società contemporanea. Analogamente le "serie sugli indiani d'America, sulle star e sui personaggi pubblici" nascono "per immobilizzare ciò che è entrato a far parte della memoria collettiva". A differenza della Pop art, che mostra oggetti comuni senza sottoporli a giudizi, per Ronda "la cultura massmediale, quando è positiva, sensibilizza ed è in grado di utilizzare canali variegati al fine di raggiungere il più vasto bacino d'utenza possibile".

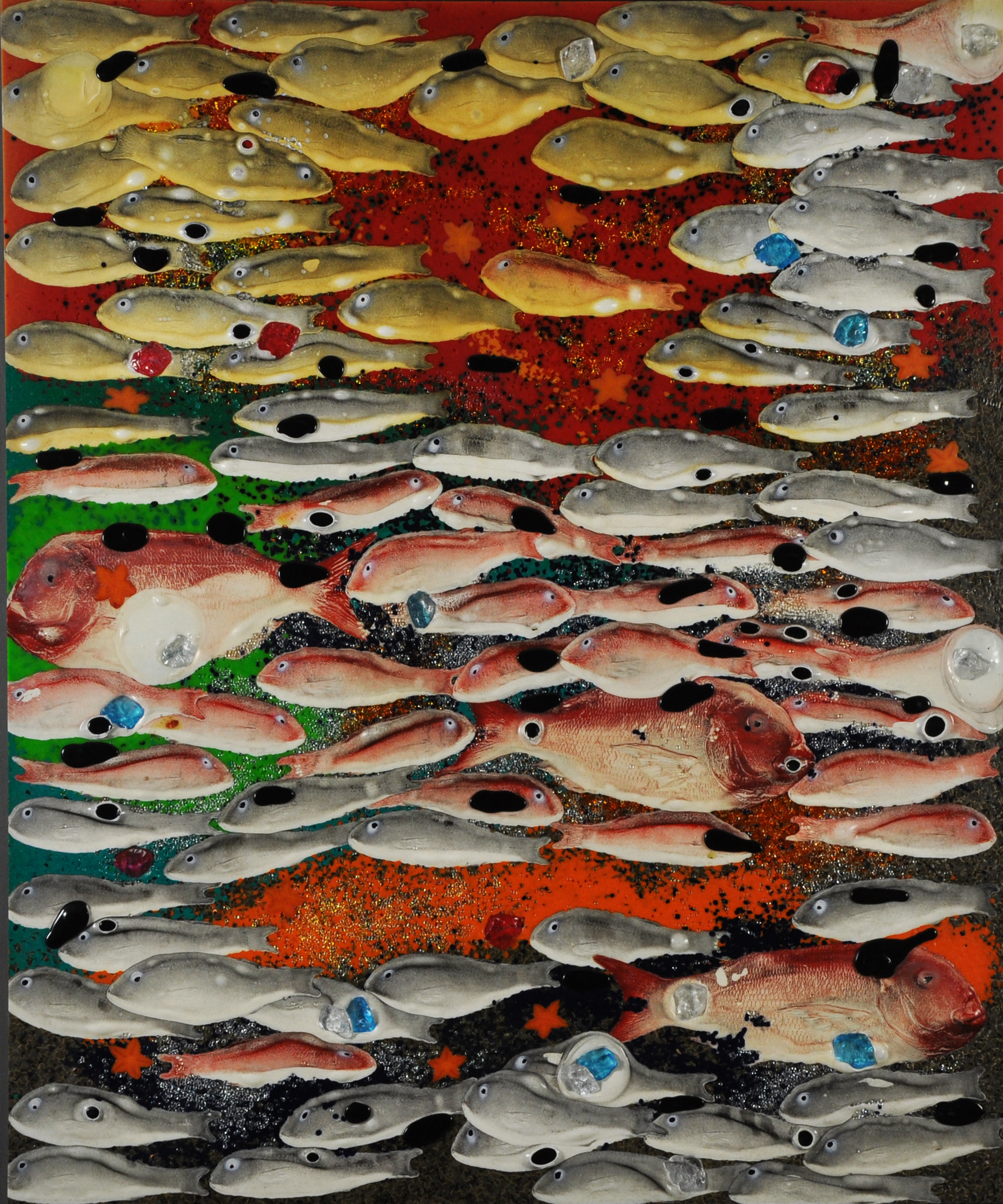
Genetic Fusion "Sos", 1991

"Il lavoro di Ronda, pur seguendo indirizzi diversi", presenta caratteristiche che hanno poi contraddistinto l'ideologia del movimento Cracking. La serie delle Piramidi, realizzate con materiali particolari e collocate "in svariati ambienti paesaggistici e climatici", si rivolge alle esperienze della land art, mettendo già "in relazione violenta la natura e l'uomo, gli elementi dello sviluppo spontaneo e le forzature della progettazione tecnologica". Tuttavia a differenza degli interventi di land art le Piramidi non intendono dimostrare "che l'intervento umano sull'ambiente può avere valenze estetiche", in quanto esse costituiscono "una sorta di guscio primordiale in cui recuperare il proprio sapere" e nascono dal "processo di recupero della coscienza": un "percorso interiore che prevede un viaggio a ritroso nel tempo e nello spazio". Concretamente si tratta di "strutture collocate in luoghi inospitali come la grotta di Is Zuddas in Sardegna o il ghiacciaio del Monte Bianco", luoghi nei quali "Ronda si isola avendo come unico rifugio la piramide, "che poco alla volta si fa testimone di un percorso umano ma anche culturale".
Nei primi anni novanta l'attenzione a temi ecologici "si fa sempre più presente nel mondo estetico di Omar Ronda", che "concepisce una serie di installazioni a tematica ambientale"; da questo momento l'utilizzo della plastica "acquisisce valore non solo concettuale (come analogo della realtà, in grado di stimolare riflessioni sul valore di ciò che rappresenta) ma anche etico. In quanto derivata dal petrolio, la plastica ha origine antica e naturale, perciò diviene il materiale privilegiato per lanciare un SOS all'uomo che sta deturpando il suo mondo. Secondo questa logica i materiali non vanno sottoposti a giudizio, perché se sono nocivi non dipende tanto dal loro essere artificiali o naturali, quanto piuttosto dall'uso che se ne fa".
"Nell'intento di Ronda di fermare, di congelare, di lasciare intatti, per i posteri, i frammenti di un mondo che ha perduto da tempo qualsiasi pretesa di unitarietà, c'è la grande utopia di poter ricostruire - seppure unicamente attraverso i frammenti, e grazie al potere straniante e fortemente alchemico della plastica - un senso all'universo".

## Opere
- 1987 - Il Cavalgallo, tecnica mista su tela
- 1988 - Il panterocagallo si impossessa dell’isola di San Giulio, tecnica mista su tela[31]
- 1989 - Codici genetici, acrilici su tavola
- 1989 - Il bosco delle mutazioni, ferro, ossidi
- 1989 - Mutazioni genetiche, ferro, ossidi, materie plastiche, acrilici
- 1990 - Foreste pietrificate, magnese, sughero, ferro, terra
- 1990 - Chimere vegetali, legno, fluoro, fosforo, acrilici su tela
- 1990 - Cages, ferro, legno, acrilico
- 1990 - Genetic car, automobile Fiat 126 e materie plastiche
- 1990 - Golden pyramid, legno, plexiglas dorato, materie plastiche

- 1991 - Piramide luminescente, legno, lumen e rami d’albero[32]
- 1991 - Green pyramid, legno e vegetali[33]
- 1991 - Frammenti genetici, materie plastiche
- 1991 - Genetic fusion, materie plastiche, bicicletta[34]
- 1991 - Frozen, materie plastiche, lumen
- 1991 - Indian frozen, materie plastiche, bandiera
- 1992 - Naturale artificiale, legno, bronzo
- 1994 - Star frozen, materie plastiche, ferro
- 2003 - Natural frozen, materie plastiche, fotografia[35]
- 2004 - Marilyn frozen, materie plastiche, fotografia, bandiera[36]
- 2005 - Marlon frozen, materie plastiche, fotografia, bandiera
- 2006 - Cazzo che Vespa!, Vespa Piaggio, materie plastiche
- 2009 - Metamorfosi di Primavera, tecnica mista, materie plastiche, fotografia, trittico
- 2011 - Fog, materie plastiche, bandiera
- 2011 - Angelina frozen, materie plastiche, fotografia
- 2012 - Sangue blu - Iron frozen, materie plastiche, fotografia[37]
- 2013 - Hot ice, materie plastiche, fotografia
- 2016 - Ferrari frozen, materie plastiche, foto[38]
- 2016 - Genetic toys, materie plastiche, acquerelli, legno
- 2017 - Nobel prizes frozen, materie plastiche, foto

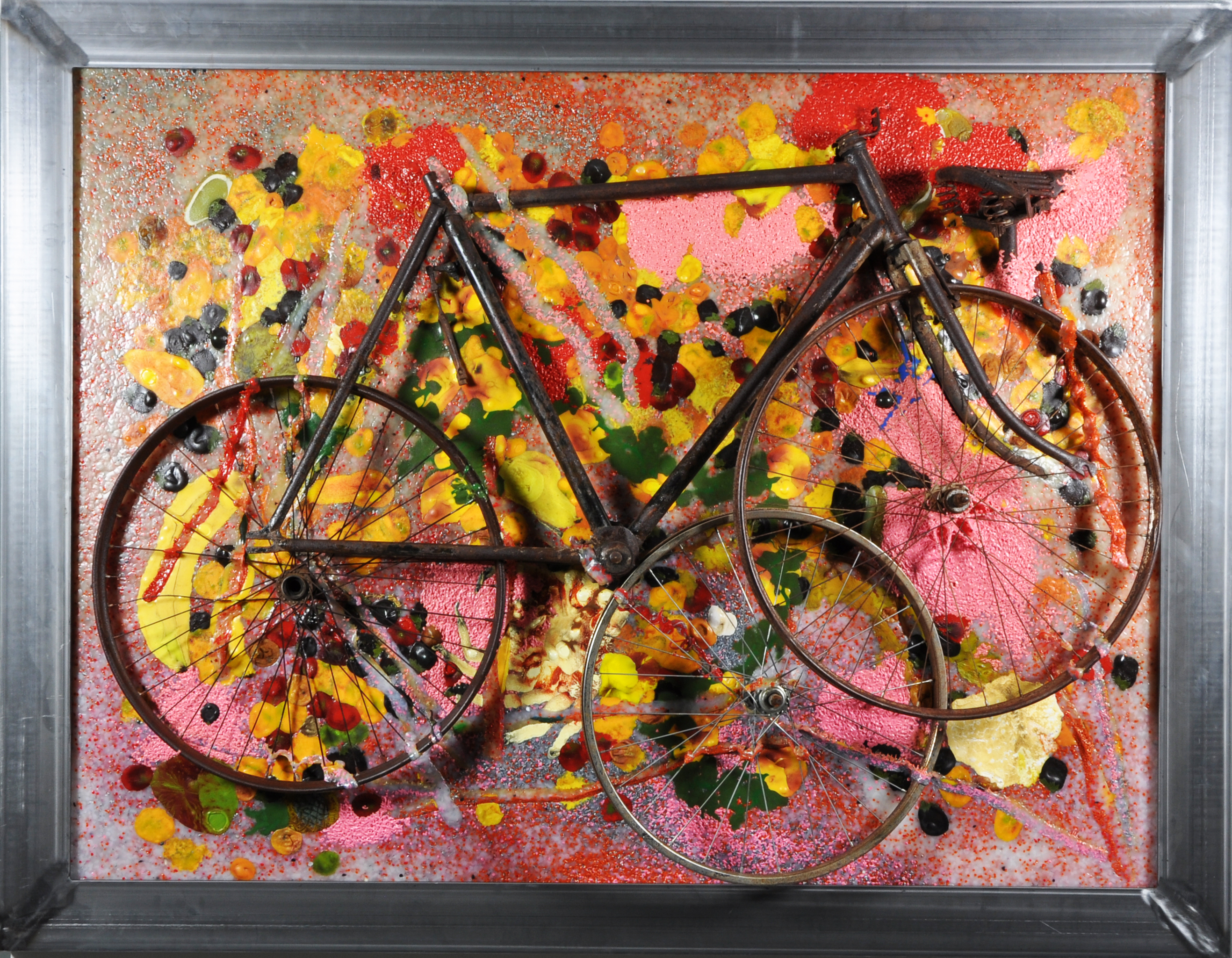
Genetic fusion, 1991

## Esposizioni e installazioni
- 1989
  - Galleria Murnik, Milano
  - La notte dei poeti, Teatro romano di Nora, Cagliari
- 1990
  - Piramide d’oro, Ghiacciaio del Monte Bianco
- 1991
  - Galleria Piero Cavellini e Massimo Minini, Brescia
  - Piramide Luminescente, Grotte di Is Zuddas, Sardegna
  - Agravitazionale, Palazzo dei Diamanti, Ferrara
- 1992
  - Alle origini della materia, Galleria La Polena, Genova
  - S.O.S. World, Galleria Gian Enzo Sperone, Roma
- 1993
  - Epocale, a cura di Tommaso Trini e Luca Beatrice, Milano
  - Vortice stellare, Studio Soligo, Roma
- 1994
  - Chiostro del Brunelleschi, Santa Maria degli Angeli, Firenze
  - S.O.S. Maremuore, Lazzaretto, Ancona
- 1996
  - Mille delfini a Milano, Piazza del Duomo, Arengario di Palazzo Reale, Milano
- 1998
  - La Posteria, Milano
  - Galleria Pananti, Firenze
- 1999 - 2001
  - Invito ufficiale e partecipazione alla 49ª Biennale Internazionale d'Arte di Venezia curata da Harald Szeemann, cataloghi a cura di Lucrezia De Domizio Durini, Maurizio Sciaccaluga e Alessandro Riva
  - Città di Arezzo per il Twin Tower Found di Rudolph Giuliani, Ambasciata Americana in Italia
  - Tutto l'odio del mondo, Palazzo Reale, a cura di Alessandro Riva, Milano
  - Città di Vilnius, Istituto Italiano di Cultura, Lituania
- 2002
  - Denaro e Valori, a cura di Harald Szeemann, Bienne, Svizzera
- 2003
  - Triennale D'arte del Belgio, a cura di Willy Van den Bussche, Klaus Bussmann, Rudi Fuchs, Jean-Hubert Martin, Beaufort
  - Plastica d'Artista, Museo Nazionale della Scienza e della Tecnica, a cura di Tommaso Trini, Milano
  - Guy Pieters Gallery, a cura di Willy Van den Bussche
- 2004
  - Arte stupefacente, edizioni Mazzotta, testi di Philippe Daverio
- 2005
  - Sul filo della lana, a cura di Philippe Daverio, Biella
  - Museo di Santa Apollonia, in occasione della 51ª Biennale di Venezia, catalogo Mazzotta a cura di Martina Corgnati ed Elena Forin, Venezia
  - Galleria Civica d'Arte Contemporanea Palazzo Collicola, a cura di Martina Corgnati, Spoleto
  - Fondazione delle Stelline, a cura di Martina Corgnati, Milano
  - Museo d'Arte Moderna di Louisville, Kentucky
  - Centre d'Art Villa Tamaris, La Sein sur Mer, Tolone
- 2006
  - UFO Gallery, Ostenda
- 2007
  - SOMA Museum, Seul
  - Chiostro del Bramante, Roma
  - Arte Tornabuoni, Firenze
  - Fondazione Antonio Mazzotta, catalogo a cura di Piero Adorno, Claude Lorent e Francesco Santaniello, Milano
  - Una mostra Bestiale, Orio al Serio, Bergamo, interventi di Philippe Daverio e Vittorio Sgarbi
  - Old Port Sea, Tel Aviv
- 2008
  - Omar Ronda e Luca Missoni, Chiesa di San Gallo e Caffè Florian, conferenze di Martina Corgnati, Philippe Daverio e Francesco Santaniello, Venezia
- 2010
  - Metamorfosi di Primavera, Palazzo Medici Riccardi, Firenze
  - Museo del Territorio di Biella, catalogo Skira a cura di Francesco Santaniello e Giovanna Lazzi
  - XII Biennale di Venezia dell'Architettura, spazio Thetis, L'albero della Kimere, con Filippo Chiocchetti, a cura di Kazuyo Sejima
  - 3ª Biennale d'Africa, a cura di Achille Bonito Oliva, Malindi
- 2011
  - 46ª Biennale Internazionale d'Arte di Venezia, Padiglione Italia, con Paolo Vegas, curatore Vittorio Sgarbi
  - Museo della Mafia, Cosa Nostra Nostra Cosa, Fondazione Sgarbi, Salemi
  - Palazzo Reale per la Fondazione Doppia Difesa, Milano
  - Triennale, Pelle di Donna a cura di Martina Mazzotta e della Fondazione Antonio Mazzotta, Milano
- 2012
  - Supernatura con Piero Gilardi, a cura di Valerio Dehò e Giovanna Lazzi, Palazzo Medici Riccardi, Firenze
- 2013
  - Sangue Blu - Tribute to the Beauty, presentata da Philippe Daverio, catalogo a cura di Grant Russell Browning e Francesco Santaniello, Castello di Casale Monferrato
- 2015
  - Plastica italiana, a cura di Valerio Dehò e Fabio Migliorati, Galleria comunale d’Arte Moderna e Contemporanea di Arezzo
- 2016
  - Genetic fusion - Frozen, con Camillo Francia, a cura di Gian Marco Savio, Arca - Guggenheim di Vercelli, ex Chiesa di San Marco
  - Festival dei due Mondi di Spoleto, mostra dedicata ad Amedeo Modigliani
- 2017
  - I lumi di Chanukkah, Casale Monferrato e Mantova
  - L’Arte e il Mito - Ferrari Frozen Forever, con Francesco Capello, Museo Ferrari di Maranello, catalogo a cura di Mark Bertazzoli
  - Open, Molino Stucky, Venezia, a cura di Serena Mormino
- 2018
  - Inaugurazione del Museo MEIS di Ferrara con l’opera Chanukkah, alla presenza del Presidente della Repubblica Sergio Mattarella
  - La Vespa nella Storia e nell’Arte, a cura di Mark Bertazzoli, MACIST Museum, Biella
  - OSIRIS (1987-1989), MACIST Museum, Biella

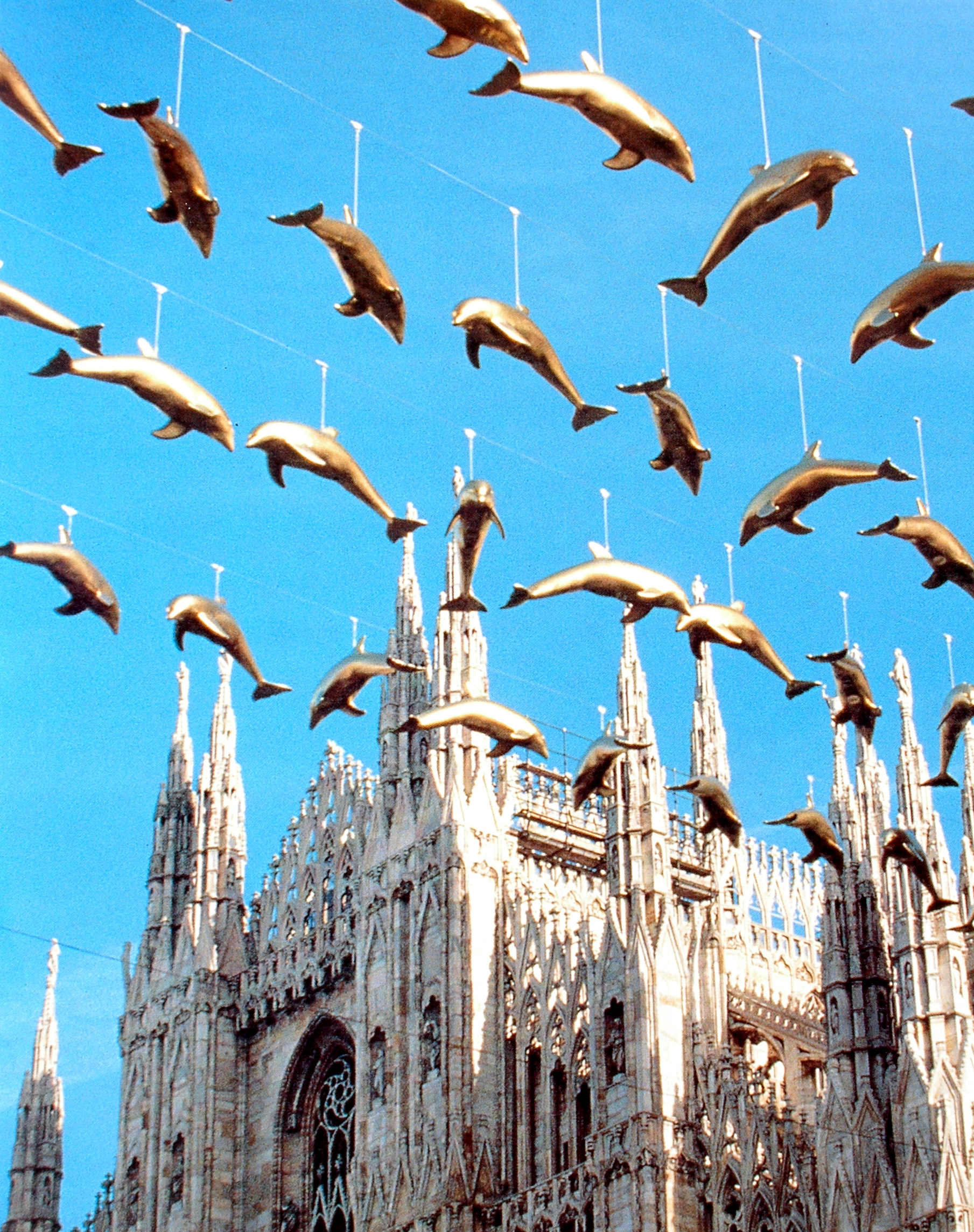
Mille delfini a Milano, 1996

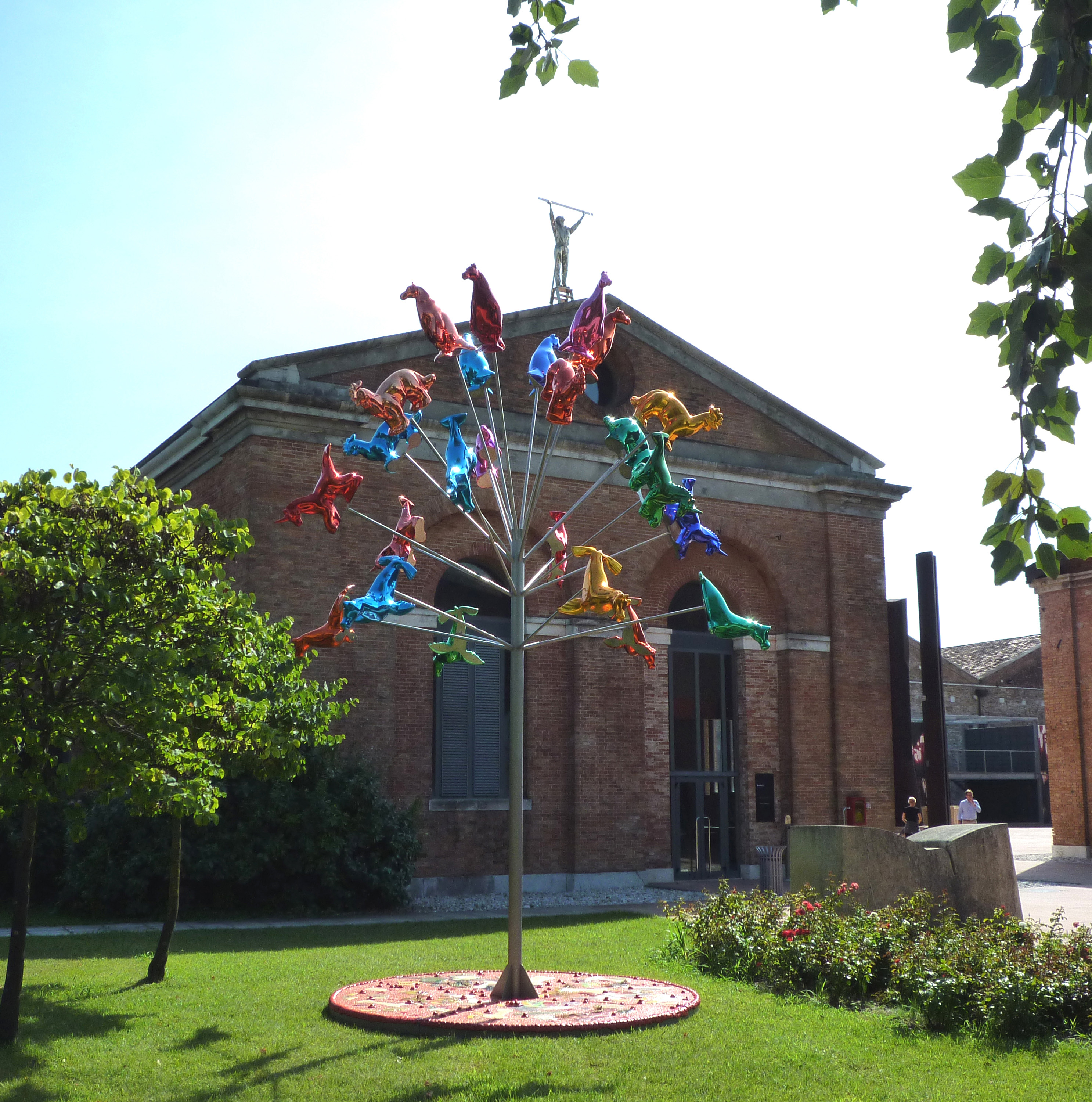
Albero delle Kimere, 2010